# Oksana Ermakova
Oksana Ivanovna Ermakova (in russo Оксана Ивановна Ермакова?; Tallinn, 16 aprile 1973) è un'ex schermitrice russa, fino al 1991 sovietica, specializzata nella spada. Ha vinto due medaglie d'oro nella scherma ai Giochi olimpici.

## Palmarès
In carriera ha conseguito i seguenti risultati:
- Olimpiadi

Sydney 2000: oro nella spada a squadre (per la Russia)
Atene 2004: oro nella spada a squadre (per la Russia)
- Mondiali

Budapest 1991: bronzo nella spada a squadre (per l'URSS)
Essen 1993: oro nella spada individuale (per l'Estonia).
L'Aia 1995: bronzo nella spada a squadre (per l'Estonia)
L'Avana 2003: oro nella spada a squadre (per la Russia)
- Europei

Mosca 2002: argento nella spada a squadre e bronzo individuale (per la Russia).
Bourges 2003: oro nella spada a squadre (per la Russia).
Copenhagen 2004: oro nella spada a squadre e bronzo nella spada individuale (per la Russia).
Zalaegerszeg 2005: oro nella spada a squadre (per la Russia).